# Марія Ліндстрем
Марія Ліндстрем (швед. Maria Lindström, нар. 7 березня 1963) — колишня шведська тенісистка. 
Здобула два парні титули туру WTA.
Найвищу одиночну позицію світового рейтингу — 87 місце досягла 15 лютого 1988, парну — 44 місце — 23 жовтня 1995 року.
В Кубку Федерації рахунок перемог-поразок становить 9–13.
Завершила кар'єру 1996 року.

## Фінали Туру WTA

### Парний розряд 4 (2-2)
| Титули за покриттям |   |
| Тверде              | 1 |
| Ґрунт               | 0 |
| Трава               | 0 |
| Килим               | 1 |

| Результат | Ранг | Дата           | Турнір                    | Покриття  | Партнер          | Опоненти                              | Рахунок       |
| Поразка   | 1.   | 22 травня 1988 | WTA Swiss Open, Швейцарія | Ґрунт     | Клаудія Порвік   | Крістіан Жоліссен Діанне Ван Ренсбург | 1–6, 3–6      |
| Перемога  | 2.   | 19 квітня 1989 | Тайбей                    | Тверде    | Гезер Ладлофф    | Сесілія Дальман Міягі Нана            | 4–6, 7–5, 6–3 |
| Перемога  | 3.   | 24 жовтня 1994 | Ессен, Німеччина          | Килим (i) | Марія Страндлунд | Євгенія Манюкова Лейла Месхі          | 6–2, 6–1      |
| Поразка   | 4.   | 14 травня 1995 | ECM Prague Open, Чехія    | Ґрунт     | Марія Страндлунд | Чанда Рубін Лінда Вілд                | 7–6, 3–6, 2–6 |

## ITF Фінали

### Одиночний розряд Фінали: (1-1)
| Турніри $100,000 |
| Турніри $75,000  |
| Турніри $50,000  |
| Турніри $25,000  |
| Турніри $10,000  |

| Результат | Ранг | Дата            | Турнір            | Покриття | Опонент         | Рахунок       |
| Runner–up | 1.   | 11 березня 1985 | Стокгольм, Швеція | Ґрунт    | Крістіна Сінгер | 4–6, 5–7      |
| Перемога  | 2.   | 15 липня 1985   | Бостад, Швеція    | Ґрунт    | Olga Votavová   | 4–6, 6–3, 7–5 |

### Парний розряд Фінали: (13-4)
| Результат | No  | Дата              | Турнір                           | Покриття | Партнер            | Опоненти                                  | Рахунок       |
| Перемога  | 1.  | 14 червня 1981    | Ноймюнстер, Західна Німеччина    | Ґрунт    | Катаріна Ліндквіст | Лена Сандін Еллі Аппел-Вессіс             | 7–6, 6–2      |
| Перемога  | 2.  | 25 липня 1982     | Ландскруна, Швеція               | Ґрунт    | Елізабет Екблом    | Беріт Б'єрк Stina Almgren                 | 6–2, 6–4      |
| Перемога  | 3.  | 29 серпня 1982    | Кава-де-Тіррені, Італія          | Ґрунт    | Беріт Б'єрк        | Ана Алманса Orly Bialostocky              | 4-6, 6-3, 6-3 |
| Runner–up | 4.  | 11 липня 1983     | Бостад, Швеція                   | Ґрунт    | Катаріна Ліндквіст | Габріела Діну Патріція Мурго              | 2–6, 6–4, 4–6 |
| Runner–up | 5.  | 22 серпня 1983    | Герне, Західна Німеччина         | Ґрунт    | Тіна Шоєр-Ларсен   | Беріт Б'єрк Karin Schultz                 | 4–6, 3–6      |
| Runner–up | 6.  | 5 вересня 1983    | Бад-Герсфельд, Західна Німеччина | Ґрунт    | Тіна Шоєр-Ларсен   | Karin Schultz Міммі Вікстедт              | 0–6, 5–7      |
| Перемога  | 7.  | 17 жовтня 1983    | Ашкелон, Ізраїль                 | Тверде   | Тіна Шоєр-Ларсен   | Rafeket Benjamini Orly Bialostocky        | 6–0, 6–3      |
| Перемога  | 8.  | 11 березня 1985   | Стокгольм, Швеція                | Ґрунт    | Елізабет Екблом    | Джоанн Луїс Джейн Вуд                     | 7–5, 6–3      |
| Runner–up | 9.  | 10 червня 1985    | Бірмінгем, Велика Британія       | Ґрунт    | Дженні Гудлінг     | Ann Etheredge Sonia Hahn                  | 2–6, 4–6      |
| Перемога  | 10. | 15 липня 1985     | Бостад, Швеція                   | Ґрунт    | Елізабет Екблом    | Кароліна Карлссон Anna-Karin Olsson       | 6–4, 6–4      |
| Перемога  | 11. | 7 липня 1986      | Бостад, Швеція                   | Ґрунт    | Катаріна Ліндквіст | Крістіна Сінгер Ellen Walliser            | 6–3, 6–2      |
| Перемога  | 12. | 10 вересня 1990   | Істборн, Велика Британія         | Тверде   | Гезер Ладлофф      | Ельс Калленс Таня Гаусшилдт               | 7–6(8–6), 6–1 |
| Перемога  | 13. | 12 листопада 1990 | Свіндон, Велика Британія         | Килим    | Гезер Ладлофф      | Анне Аалонен Євгенія Манюкова             | 4–6, 6–4, 7–6 |
| Перемога  | 14. | 24 червня 1991    | Роннебю, Швеція                  | Ґрунт    | Джессіка Еммонс    | Юнна Юнеруп Сімоне Шилдер                 | 3–6, 6–2, 6–4 |
| Перемога  | 15. | 14 вересня 1992   | Карлові Вари, Czechoslovakia     | Ґрунт    | Марія Страндлунд   | Катержина Крупова-Шишкова Яна Поспішилова | 6–1, 6–2      |
| Перемога  | 16. | 3 квітня 1994     | Мулен (Альє), Франція            | Ґрунт    | Марія Страндлунд   | Катя Олєклаус Анжелік Олів'є              | 3–6, 7–6, 6–0 |
| Перемога  | 17. | 10 липня 1994     | Ерланген, Німеччина              | Ґрунт    | Марія Страндлунд   | Жанетта Гусарова Тіна Кріжан              | 6–2, 6–2      |